# I Turn to You
I Turn to You (englisch etwa für „Ich wende mich an dich“) ist ein Lied der britischen Sängerin Melanie C. Der Song ist die vierte Singleauskopplung ihres Debütalbums Northern Star und wurde am 7. August 2000 veröffentlicht.

## Inhalt
I Turn to You ist dem Genre Dance-Pop zuzuordnen und wird von Melanie C aus der Perspektive des lyrischen Ichs gesungen. Dabei wendet sie sich an eine andere Person, die ihr in schweren Zeiten, in denen sie nicht mehr weiter weiß, Kraft gibt. Diese Person wird stets nur als „Du“ bezeichnet und ist die einzige, die ihr in scheinbar ausweglosen Situation hilft und den richtigen Weg weist. Sie fragt sich, wo sie ohne diese Person wäre und hofft, dass sie sich irgendwann dafür revanchieren kann.

“I turn to you like a flower leaning toward the sun

I turn to you ’cos you’re the only one

Who can turn me around when I’m upside down

I turn to you”

## Produktion
Der Song wurde von dem US-amerikanischen Musikproduzenten Rick Nowels in Zusammenarbeit mit Rob Playford, der als Co-Produzent fungierte, produziert. Als Autoren fungierten Melanie Chisholm, Rick Nowels und Billy Steinberg.

## Musikvideo
Bei dem zu I Turn to You gedrehten Musikvideo führte Cameron Casey Regie. Es verzeichnet auf YouTube über 27 Millionen Aufrufe (Stand: Juli 2022). Das Video wurde auf der Insel Ibiza aufgenommen und zeigt Melanie C, die an der Küste und in einem Club tanzt, während sie den Song singt. Zudem sieht man sie im Wasser schwimmen. Teilweise sind die Szenen an der Küste im Zeitraffer aufgenommen. Am Ende tanzen weitere Menschen mit der Sängerin an der Küste und sie laufen zusammen eine Klippe hinauf.

## Single

### Covergestaltung
Das Singlecover ist schwarz-weiß gehalten und zeigt Melanie C, die den Betrachter anblickt. Links im Bild befinden sich die Schriftzüge Melanie C und I Turn to You in Weiß und Schwarz. Der Hintergrund ist grau gehalten.

### Titellisten
Single
1. I Turn to You (Hex Hector Radio-Mix) – 4:13
2. I Turn to You (StoneBridge Club-Mix) – 8:29

Maxi
1. I Turn to You (Hex Hector Radio-Mix) – 4:13
2. I Turn to You (StoneBridge R&B-Radio-Mix) – 3:36
3. Never Be the Same Again (Recorded Live at MTV) – 4:00
4. I Turn to You (Video) – 4:13

### Chartplatzierungen
I Turn to You stieg am 21. August 2000 auf Platz sieben in die deutschen Singlecharts ein und erreichte drei Wochen später mit Rang zwei die höchste Platzierung, auf der es sich drei Wochen lang halten konnte. Insgesamt hielt sich der Song 18 Wochen in den Top 100, davon zehn Wochen in den Top 10. Im Vereinigten Königreich, in Österreich und Schweden belegte die Single jeweils die Chartspitze. Weitere Top-10-Platzierungen gelangen unter anderem in den Niederlanden, Norwegen, der Schweiz und Finnland. In den deutschen Single-Jahrescharts 2000 belegte das Lied Position 14.
| ChartsChartplatzierungen     | Höchstplatzierung | Wochen |
| ---------------------------- | ----------------- | ------ |
| Deutschland (GfK)            | 2 (18 Wo.)        | 18     |
| Österreich (Ö3)              | 1 (20 Wo.)        | 20     |
| Schweiz (IFPI)               | 3 (26 Wo.)        | 26     |
| Vereinigtes Königreich (OCC) | 1 (18 Wo.)        | 18     |

| ChartsJahrescharts (2000)    | Platzierung |
| ---------------------------- | ----------- |
| Deutschland (GfK)            | 14          |
| Österreich (Ö3)              | 11          |
| Schweiz (IFPI)               | 24          |
| Vereinigtes Königreich (OCC) | 34          |

### Auszeichnungen für Musikverkäufe
I Turn to You erhielt noch im Erscheinungsjahr in Deutschland für mehr als 250.000 Verkäufe eine Goldene Schallplatte. Im Vereinigten Königreich wurde es für über 400.000 verkaufte Einheiten 2018 ebenfalls mit Gold ausgezeichnet.

| Land/Region                  | Auszeichnungen für Musikverkäufe (Land/Region, Auszeichnung, Verkäufe) | Verkäufe |
| ---------------------------- | ---------------------------------------------------------------------- | -------- |
| Australien (ARIA)            | Platin                                                                 | 70.000   |
| Belgien (BRMA)               | Gold                                                                   | 25.000   |
| Deutschland (BVMI)           | Gold                                                                   | 250.000  |
| Niederlande (NVPI)           | Gold                                                                   | 40.000   |
| Österreich (IFPI)            | Gold                                                                   | 25.000   |
| Schweden (IFPI)              | Platin                                                                 | 30.000   |
| Vereinigtes Königreich (BPI) | Gold                                                                   | 400.000  |
| Insgesamt                    | 5× Gold · 2× Platin ·                                                  | 840.000  |